# 第18回先進国首脳会議
第18回先進国首脳会議（だい18かいせんしんこくしゅのうかいぎ）は、1992年7月6日から8日までドイツのミュンヘンで開催された先進国首脳会議。通称ミュンヘン・サミット。

## 出席首脳
- ヘルムート・コール（議長・ドイツ首相）
- ジョン・メージャー（イギリス首相）
- ジョージ・H・W・ブッシュ（アメリカ合衆国大統領）
- フランソワ・ミッテラン（フランス共和国大統領）
- ジュリアーノ・アマート（イタリア首相）
- ブライアン・マルルーニー（カナダ首相）
- 宮澤喜一（日本国内閣総理大臣）
- ジャック・ドロール（欧州委員会委員長）

## 首脳肖像

### G7コアメンバー

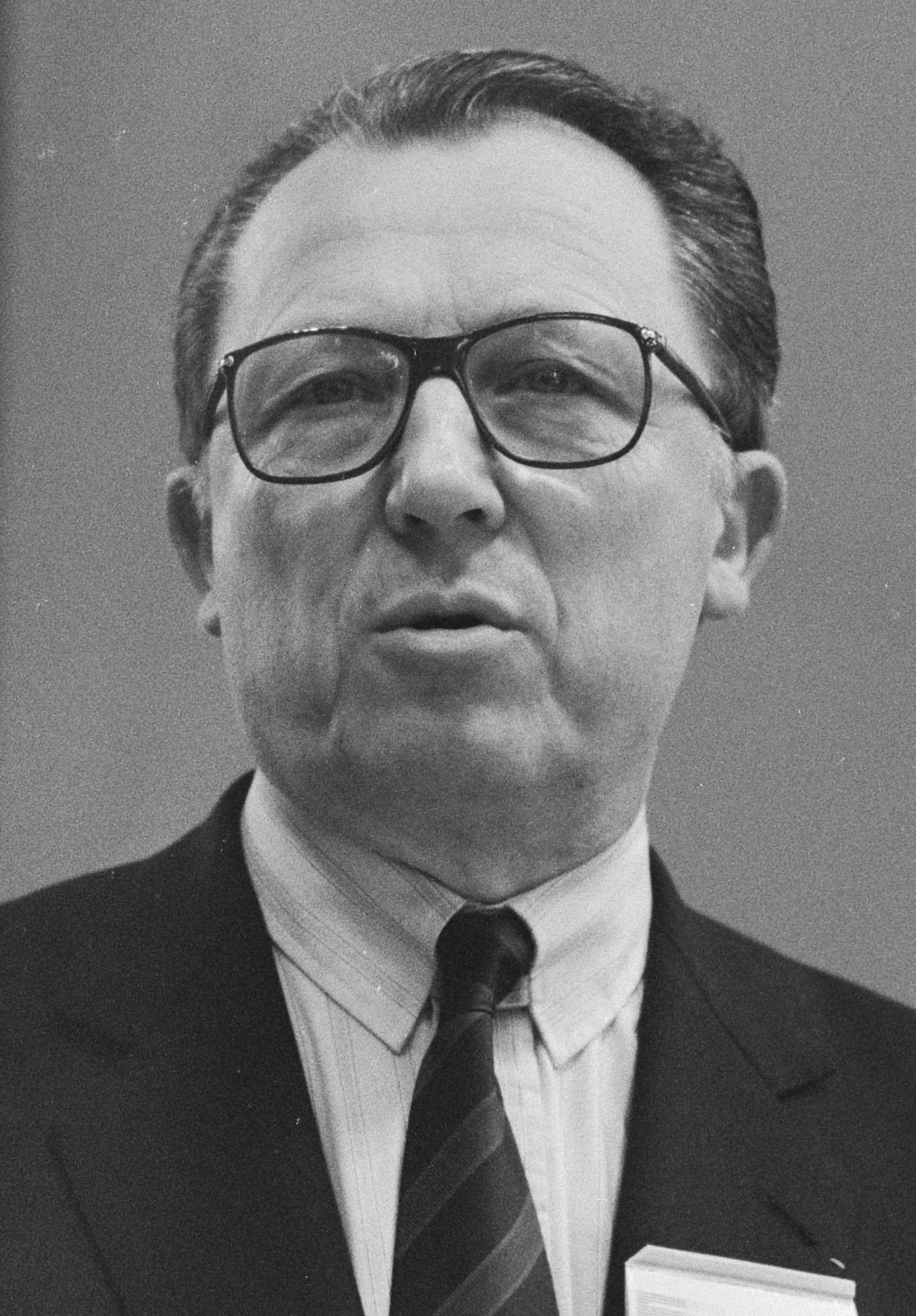
欧州連合 ジャック ドロール, 欧州委員会委員長

カナダ ブライアン マルルーニー, カナダ首相
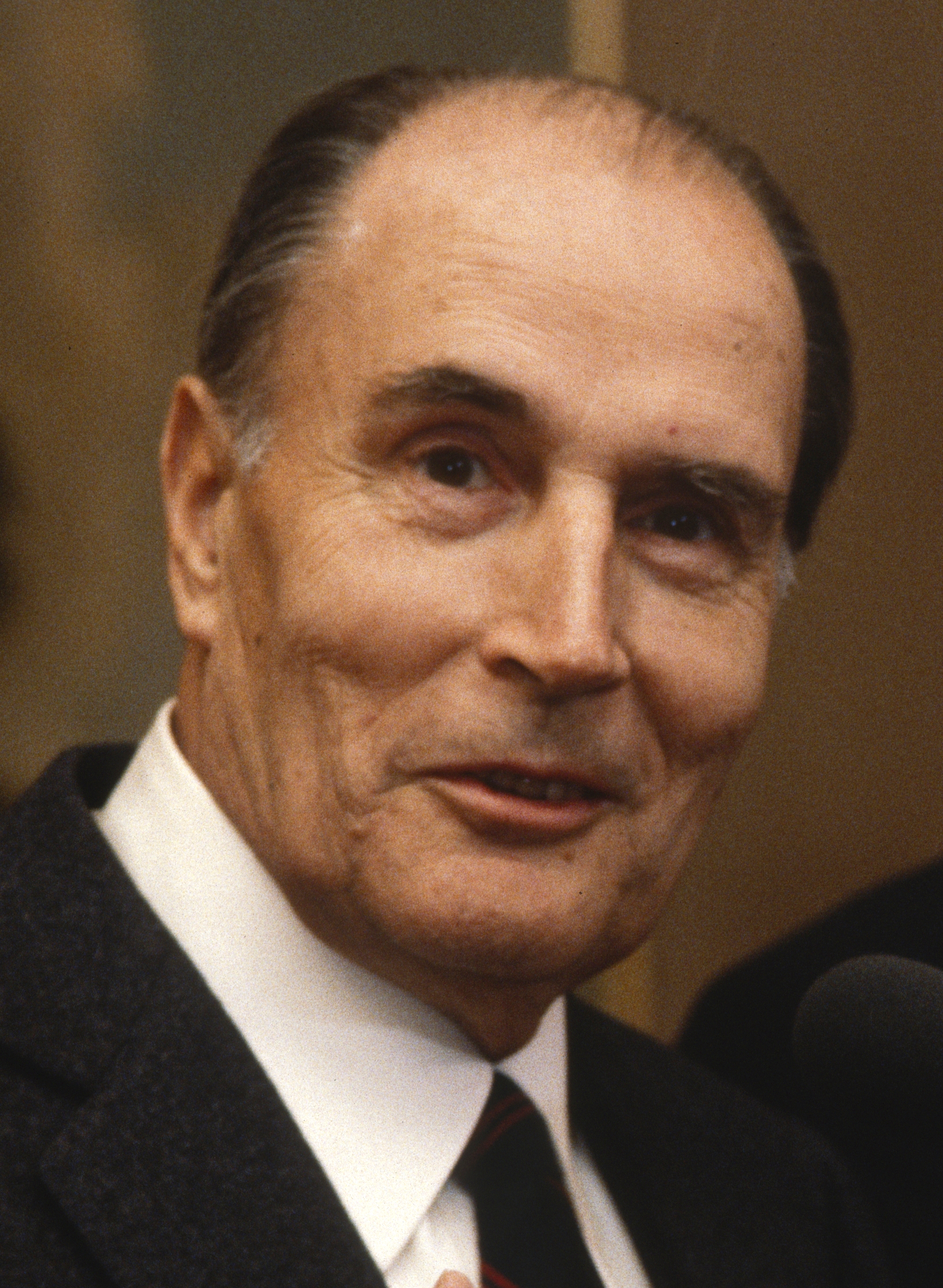
フランス フランソワ ミッテラン, フランス大統領
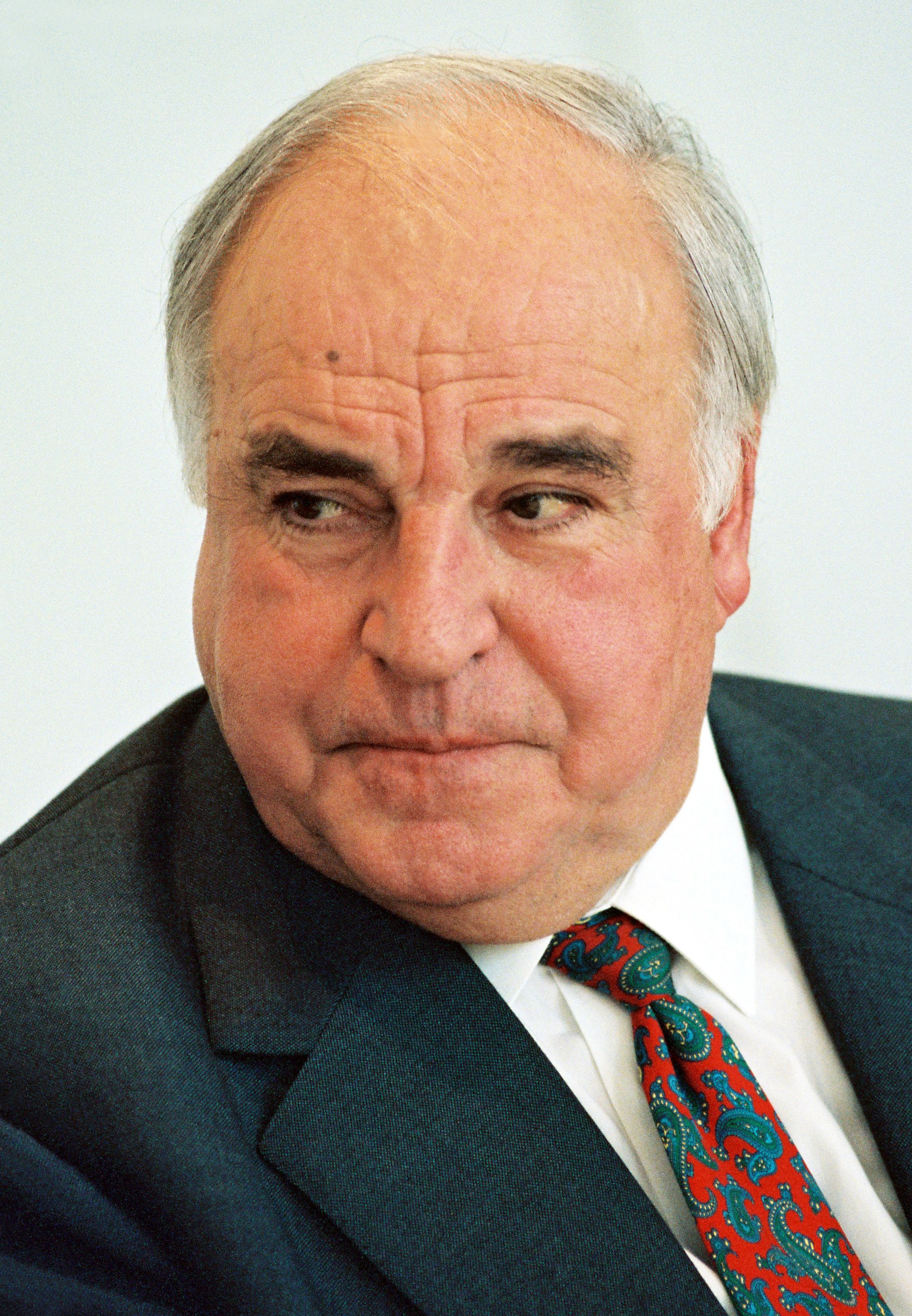
ドイツ ヘイルムート コール, ドイツ首相（ホスト）
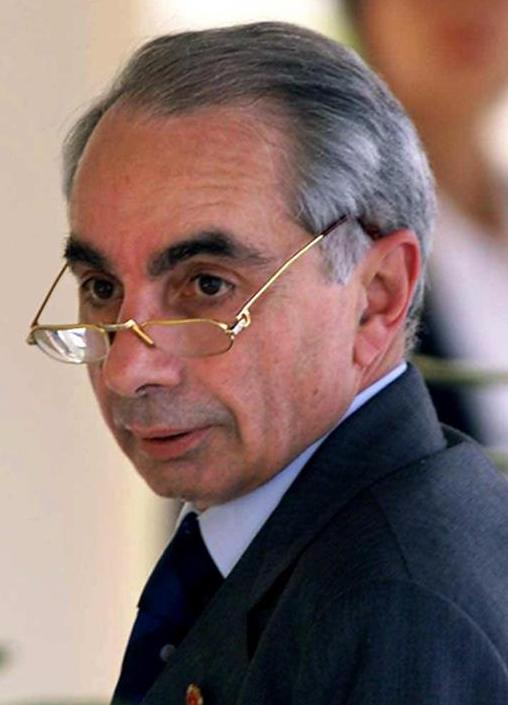
イタリア ジュリアーノ アマート, イタリア首相
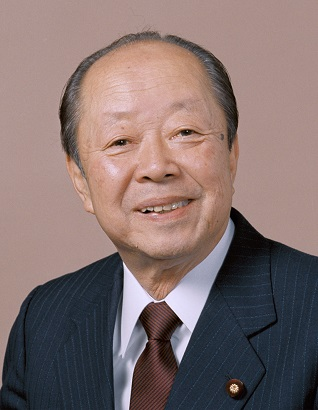
日本国 宮沢喜一, 内閣総理大臣
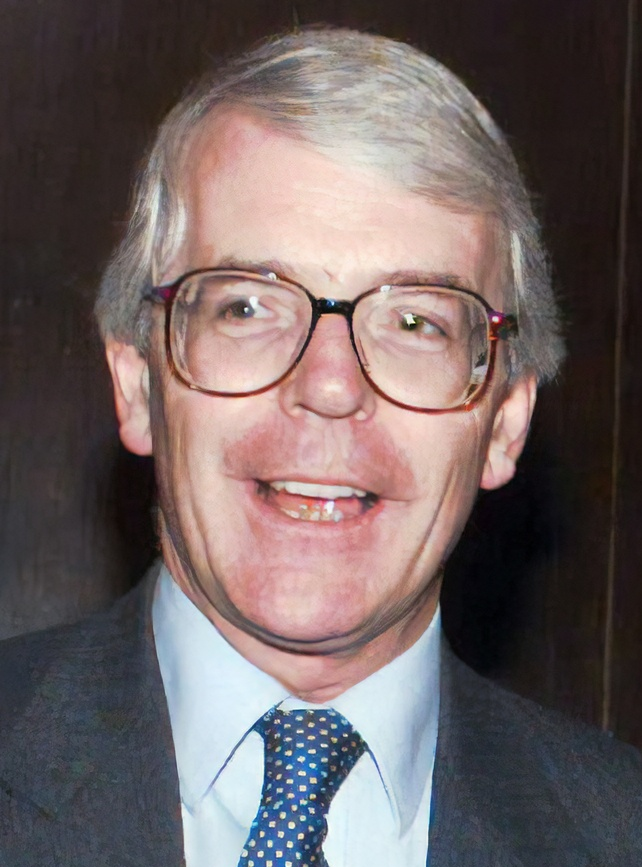
英国 ジョン メジャー, 英国首相
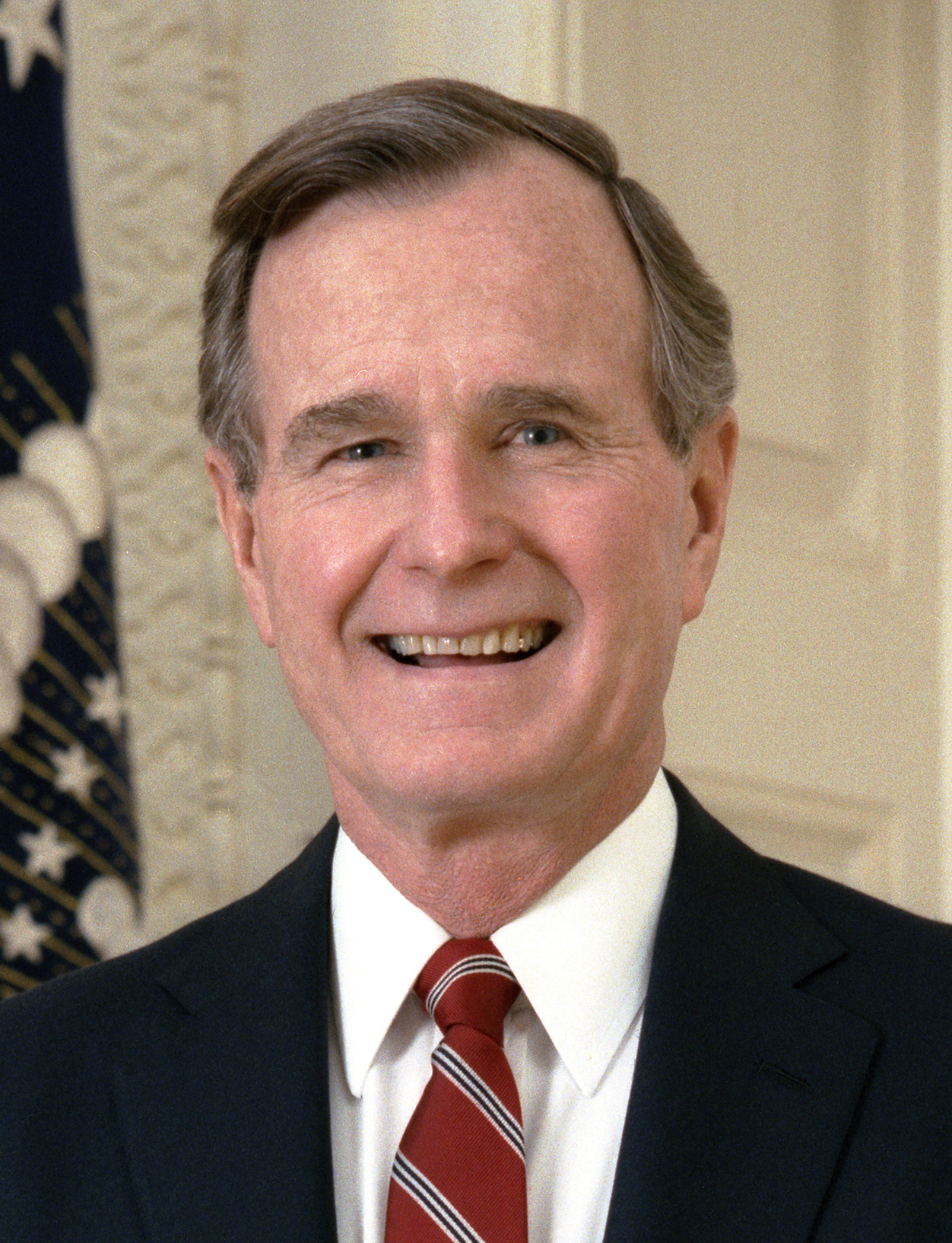
米国 ジョージ・H・W・ブッシュ, 合衆国大統領

- 欧州連合
ジャック ドロール, 欧州委員会委員長